# بوديلسك
بوديلسك هي مدينة من مدن أوكرانيا. يبلغ عدد سكانها 40640 نسمة وذلك حسب إحصائيات سنة 2015. يبلغ ارتفاع المدينة عن سطح البحر قرابة 248 متر. تبلغ مساحتها 25.44 كم².

## معرض صور

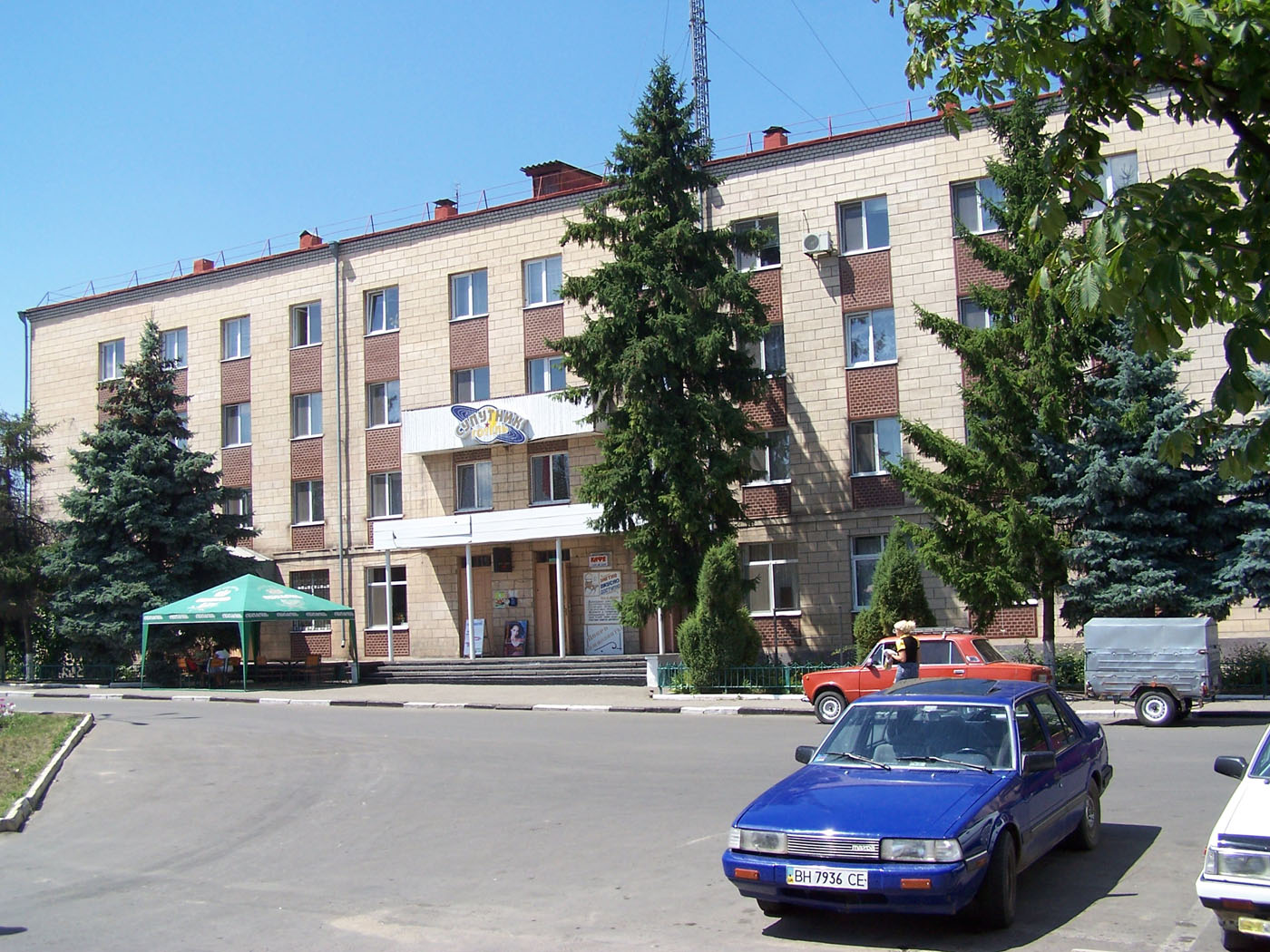
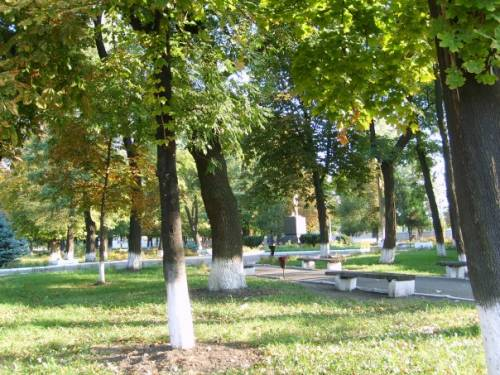
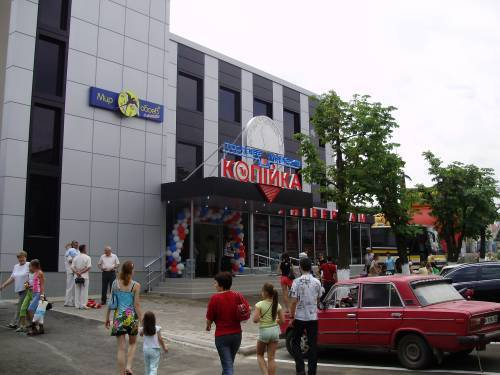

## توأمة
لبوديلسك اتفاقيات توأمة مع كل من:
- هينسشتي
- كوتوفسك

## أعلام
- فلاديمير مونتيان